# Anne-Marie Elvius
Anne-Marie Elvius, född Olsson den 14 maj 1921 i Västerås, död den 27 augusti 2012 i Stockholm, var en svensk textilkonstnär och textilformgivare.
Elvius studerade vid Högre konstindustriella skolan i Stockholm. Bland hennes offentliga arbeten märks textilarbeten i Södertörns damsaga, Svea hovrätt, Högsta domstolen och läroverket i Västerås för S:ta Annagården komponerade hon en kormatta som senare vävdes av Sylvie Hägg. Som textilformgivare skapade hon en mängd mönster för Svensk Hemslöjd. Elvius är representerad vid Nordiska museet och Nationalmuseum i Stockholm.